# 도미
도미 또는 돔(영어: bigeye snapper 또는 snapper)은 일반적으로 도미과에 속하는 물고기의 총칭이다. 도미과에 포함되지 않는 일부 금눈돔목과 농어목 물고기를 가리키기도 한다. 주로 온대와 열대 지역의 수심이 낮은 바다의 밑바닥에 산다.

## 도미의 종류
- 금눈돔목 - 금눈돔과(금눈돔)
- 얼게돔목 - 얼게돔과(도화돔)
- 고등어목 - 보라기름눈돔과(보라기름눈돔), 샛돔과(샛돔)
- 쿠르투스목 - 동갈돔과(열동가리돔)
- 오발렌타리아류 - 자리돔과(자리돔, 줄자돔)
- 에우페르카리아류
  - 미분류 목 - 옥돔과(옥돔), 뿔돔과(뿔돔)
  - 페르카목 - 바리과(각시돔, 꽃돔)
  - 주걱치목 - 독돔과(독돔), 투어바리과(돗돔)
  - 놀래기목 - 놀래기과(호박돔, 혹돔)
  - 검정우럭목 - 황줄깜정이과(황줄깜정이, 범돔, 벵에돔, 긴꼬리벵에돔, 양벵에돔), 돌돔과(돌돔, 강담돔)
  - 백미돔목 - 백미돔과(백미돔), 꼽새돔과(꼽새돔)
  - 퉁돔과(적색퉁돔, 꼬리돔, 양초꼬리돔, 궁상퉁돔, 붉은돔, 동갈퉁돔, 점퉁돔, 황적퉁돔, 무늬퉁돔, 물퉁돔, 조니퉁돔, 진홍퉁돔, 불검퉁돔, 육선점퉁돔, 도리퉁돔, 꼬리큰점퉁돔, 자붉돔, 노랑띠자붉돔, 황둥어, 뭉툭입퉁돔)
  - 하스돔과(어름돔, 하스돔, 군평선이)
  - 양쥐돔목 - 양쥐돔과(쥐돔)
  - 도미목 - 갈돔과(갈돔, 긴갈돔, 줄갈돔, 파랑제왕갈돔, 긴코갈돔, 구갈돔, 점갈돔, 주황오선갈돔, 까치돔, 긴꼬리까치돔), 도미과(감성돔, 황돔, 붉돔, 참돔), 실꼬리돔과(실꼬리돔)